# Altes Hospiz (Simplon)
Das Alte Hospiz beim Simplonpass, auch Alter Spittel genannt, wurde um 1650 von Kaspar Stockalper errichtet. Kaspar Stockalper liess auch den Stockalperturm in Gondo bauen. Stockalper war ein Geschäftsmann, der den Simplonpass und die ganze Region prägte. Er hatte unter anderem Handelsbeziehungen nach Italien und Frankreich und er war es, der 1640 den Kurierdienst mit reitender Post über den Simplonpass zwischen Mailand und Genf einrichtete. Stockalper baute auch den Stockalperpalast von Brig.

## Der Bau

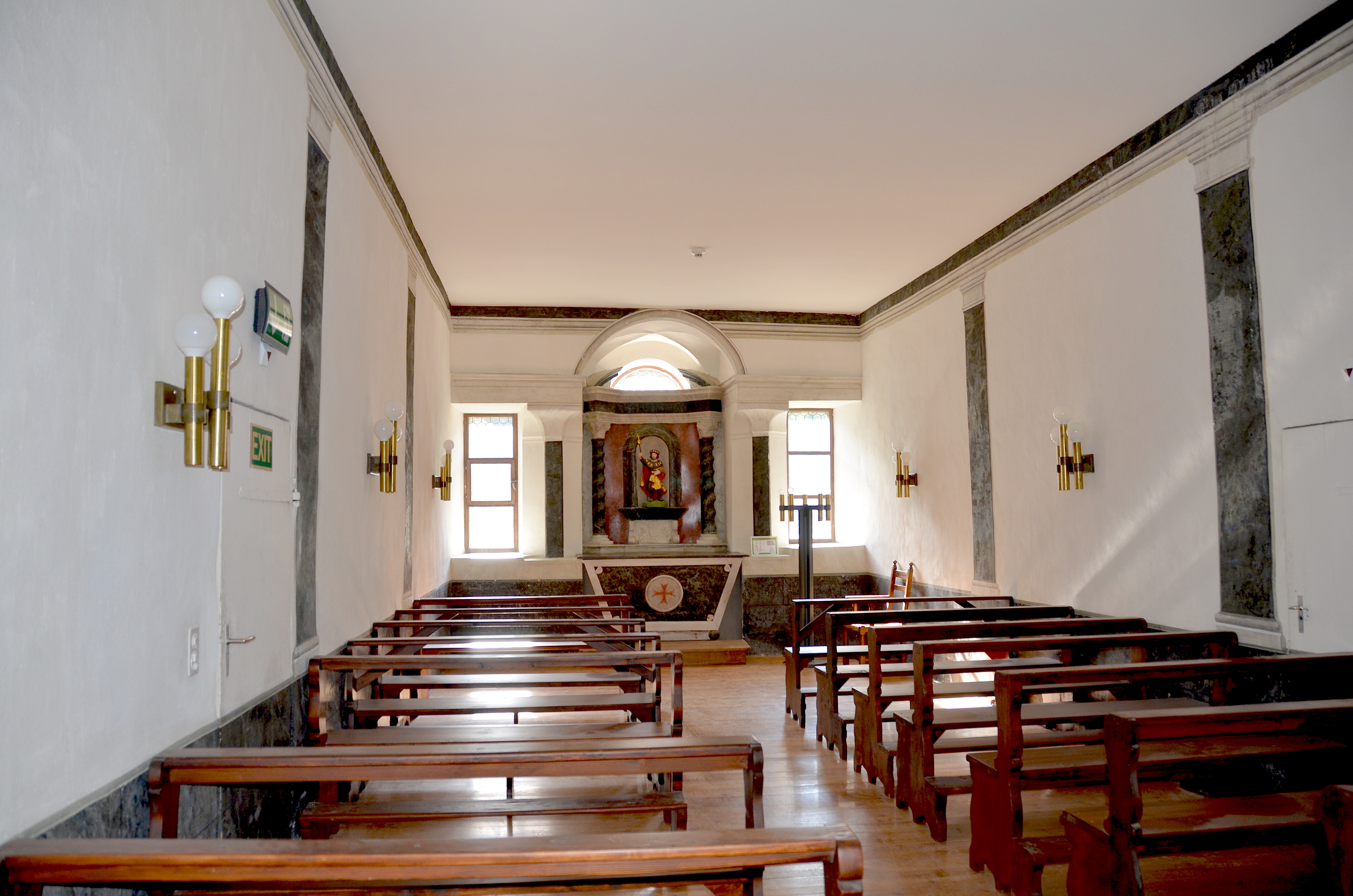
Die Hauskapelle im Alten Hospiz

Das Alte Hospiz ist ein fünfstöckiges, aus Granit massiv gebautes Gebäude. Es diente, zusammen mit dem Stockalperturm in Gondo, als Schutzhaus für Reisende und Handelsreisende. Zu dieser Zeit führte über den Simplonpass ein Saumpfad, der streckenweise heute noch begehbar ist. Der Pfad ist heute unter dem Namen Stockalperweg bekannt. Das Haus sollte Menschen, den Waren und den Saumtieren Schutz bieten. In der einen Richtung wurden Stoffe und Gewürze, in der anderen Richtung unter anderem Wolle und Trockenfleisch transportiert. Über dem fünften Stock befindet sich unter dem Giebel eine Hauskapelle mit einem kleinen barocken Altar. Im Bauwerk ist auf der Nordwestseite ein Turm mit aufgesetztem Glockentürmchen integriert. Die Glocke kann noch heute von Hand mit einem Seil geläutet werden. Im Innern des Turmes befindet sich die Treppe. An drei Fassaden gibt es Zugänge ins Haus. Der Haupteingang liegt an der Südostfassade. Auf der Aussenwand ist über dem Haupteingang eine Nische angebracht, in der in früheren Zeiten wohl eine Heiligenstatue stand. Durch den Haupteingang tritt man in einen grossen Eingangsraum, an dessen Ende die relativ breite Granit-Treppe hochführt. Die Räumlichkeiten der verschiedenen Stockwerke sind in der Broschüre Das Alte Hospiz auf dem Simplonpass VS im Detail beschrieben. Die Stockwerke sind in kleinere und grössere, oft in Holz gekleidete Räume geteilt. Im zweiten Obergeschoss befindet sich in solch einem in Holz gekleideten Wohnraum ein Specksteinofen, der früher von der danebenliegenden Küche befeuert wurde.
Im Jahre 1801 ordnete Napoleon an, dass auf der Simplon-Passhöhe ein Hospiz, ähnlich jenem am Grossen St. Bernhard, errichtet und von den Mönchen betrieben werden soll. 1809 richteten sich die Mönche im Alten Hospiz ein. 1811 begann man mit dem Bau des neuen Hospizes, das aber auf Grund Napoleons Sturz 1812 und aus Geldmangel erst 1835 fertiggestellt werden konnte.

## Lage

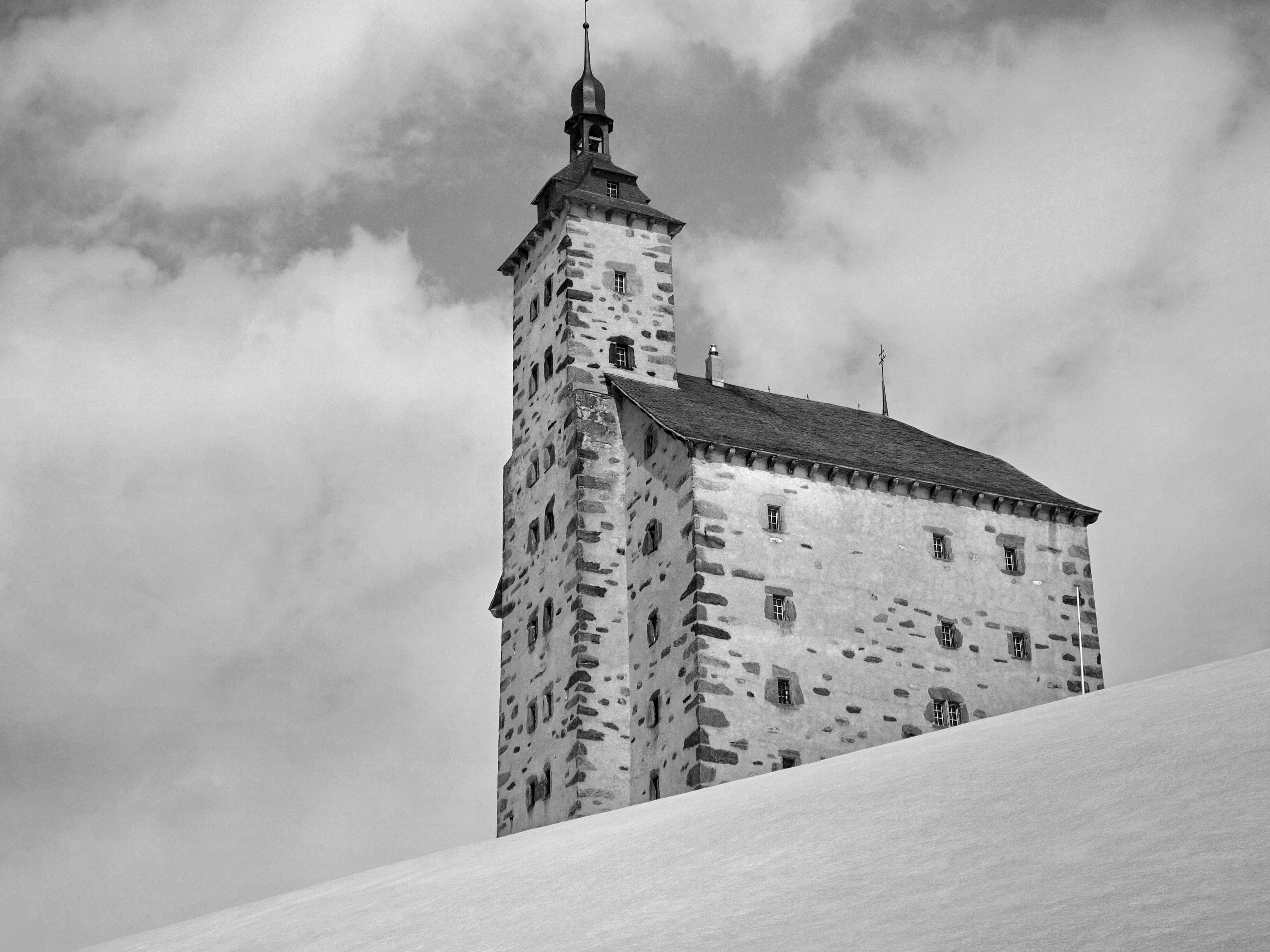
Altes Hospiz (April 2013)

Das Alte Hospiz steht auf einem Felsvorsprung am Fusse des Hübschhorns auf 1870 m ü. M. 1,6 km südwestlich der Simplon-Passhöhe. Die Säumer mussten von Brig her kommend den Pass zuerst überqueren, bevor sie zu dem schützenden Bau kamen. Der Haupteingang des Alten Hospizes lag exakt am Saumpfad. Die von Napoleon 1801 bis 1805 neu gebaute Passstrasse führte 160 Meter östlich des Gebäudes und höher gelegen am Alten Hospiz vorbei. Die heutige Passstrasse folgt an dieser Stelle der alten, in ihrer Linienführung bereits ideal geführten Napoleon-Strasse. Für Passanten wurde an der heutigen Passstrasse oberhalb des Alten Hospizes eine Ausfahrt gebaut, damit der Auto- oder Motorradfahrer anhalten und einen Blick auf das Alte Hospiz werfen kann.

## Gegenwart

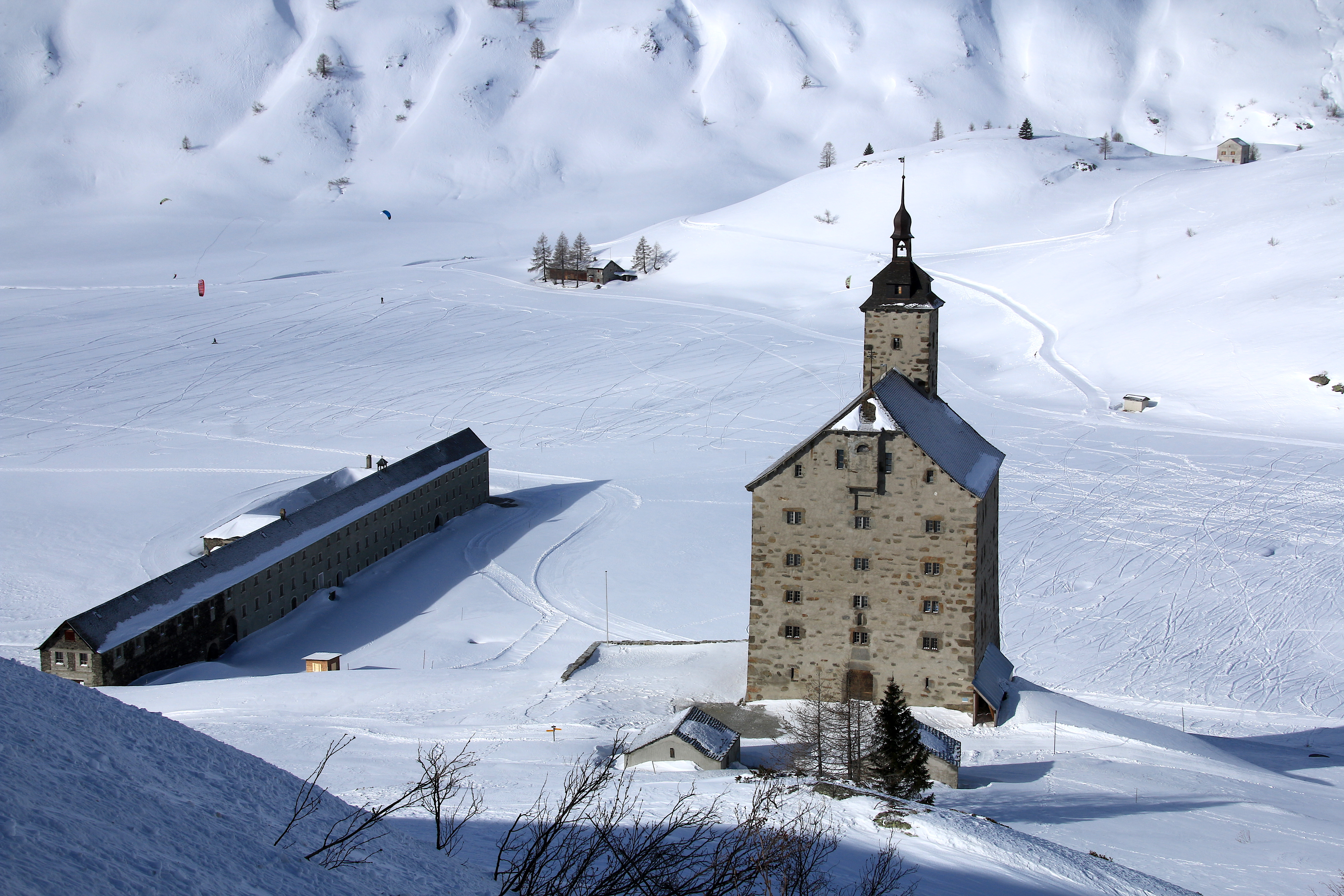
Altes Hospiz (rechts) und Barralhaus von der Simplonpassstrasse aus gesehen

Im Jahr 1980 wurde das Alte Hospiz vom Eidgenössischen Militärdepartement gekauft und restauriert. Unter anderem wurde im Haus, nahe dem Turm, eine Sicherheitstreppe eingebaut. Die kleine, alte, nicht mehr funktionstüchtige Küche wurde im Parterre durch eine moderne Mannschaftsküche ersetzt. Das Gebäude wird heute als Truppenunterkunft genutzt und es kann für Anlässe oder Ferien- und Schullager vom Militär gemietet werden. Das Alte Hospiz wurde in die Liste der Kulturgüter von nationaler Bedeutung aufgenommen.